# SWEEPS-11
SWEEPS-11 — газовый гигант, вращающийся вокруг звезды SWEEPS J175902.67−291153.5 в Галактическом центре. Открыт транзитным методом SWEEPS в 2006 году.